# 奥平広胖
奥平 広胖（おくだいら こうはん、天明3年〈1783年〉- 天保8年〈1837年〉）は、江戸時代後期の丹波亀山藩の家老。与三左衛門と称す。禄700石。

## 来歴
寛政12年（1800年）、18歳で年寄。享和2年（1802年）、番頭を兼ねる。文化3年（1806年）、24歳で会計総官となる。この頃、藩の財政は逼迫しており、年寄・西脇総左はこれを立て直すために広胖と手を組むが、讒者に阻まれ総左とともに罷免となる。
文化8年（1811年）、再び年寄兼番頭となり財政再建を任されたが意見を聞き入れられなかったため、文化13年（1816年）、辞任。この頃から藩主信豪の外戚にあたる松平定信が後ろ盾として財政再建を目指すが、なかなか上手く行かず、文化14年、定信の命で財政改革に参加した。
文政2年（1819年）、再び番頭となり、文政5年（1822年）、家老となる。家老となってからは、逼迫する財政を再建するために、大坂の商人と交渉し借財し、破綻を回避。そのうえで不要不急の事業の中止、歳出の抑制を徹底した。また重臣は自らの俸禄を一部献上して藩財政を助けるなど備蓄米を充実させ藩財政は豊かになった。
しかし、文政12年（1829年）、定信がなくなると、反対派の重臣の台頭により、広胖の改革は志半ばで頓挫した。55歳で死去。城下の宗堅寺に葬られた。